# Badou Jack
Badou Jack (født 31. oktober 1983 i Stockholm) er en svensk-gambisk amatørbokser, som konkurrerer i vægtklassen mellemvægt. Jack har ingen større internationale resultater, og fik sin olympiske debut da han repræsenterede Gambia under Sommer-OL 2008, hvor han blev slået ud i 16. delsfinalen.